# Lysianassa terminos
Lysianassa terminos is een vlokreeftensoort uit de familie van de Lysianassidae. De wetenschappelijke naam van de soort is voor het eerst geldig gepubliceerd in 2010 door Senna & Souza Filho.